# بلهزار (سررود الشمالي)
بلهزار (بالفارسية: بلهزار) هي قرية تقع في إيران في قسم سررود الشمالي الريفي. يقدر عدد سكانها بـ 1,898 نسمة .